# Star Wars: Vize
Star Wars: Vize (anglicky Star Wars: Visions; japonsky スター・ウォーズ：ビジョンズ, Sutá Wózu: Bidžonzu) je japonský antologický anime sci-fi seriál, vytvořený pro americkou streamovací službu Disney+. Seriál produkovaný společností Lucasfilm Animation se skládá z devíti krátkých filmů z produkce šesti japonských animačních studií: Kamikaze Dóga, Twin Engine, Trigger, Kinema Citrus, Production I.G a Science SARU, z nichž každé vypráví své vlastní originální příběhy založené na univerzu Star Wars, takže není součástí kánonu. Premiéra první řady proběhla 22. září 2021. 
Premiéra druhé řady proběhla 4. května 2023 a byla vytvořena v animačních studiích v Jižní Koreji, Indii, Velké Británii, Irsku, Španělsku, Chile, Francii, Jižní Africe a Spojených státech.

## Synopse
Tento seriál je sbírkou devíti krátkých anime filmů ukazující tento svět „optikou nejlepších světových tvůrců anime“, které nabízejí „nový a různorodý kulturní pohled na Star Wars“.

## Postavy a obsazení

### První řada

#### Souboj
- japonsky: Masaki Terasoma[4], anglicky: Brian Tee[5] (v českém znění Josef Pejchal[4]) jako Ronin
- japonsky: Akeno Watanabe[4], anglicky: Lucy Liu[5] (v českém znění Natálie Topinková[4]) jako  Kouru, vůdkyně banditů
- japonsky: Júko Sanpei[4], anglicky: Jaden Waldman[5] (v českém znění Daniel Gabriel[4]) jako Náčelník vesnice

#### Tatooinská rapsodie
- japonsky: Hirojuki Jošino[4]; anglicky: Joseph Gordon-Levitt[5] (v českém znění Jindřich Žampa[4]) jako Jay
- japonsky: Kósuke Gotó[4]; anglicky: Bobby Moynihan[5] (v českém znění Bohdan Tůma[4]) jako Geezer
- japonsky: Akio Kaneda[4], anglicky: Temuera Morrison[5] (v českém znění Milan Kačmarčík[4]) jako Boba Fett
- japonsky: Masajo Fudžita[4], anglicky: Shelby Young[5] (v českém znění Petra Kosková[4]) jako Kurti
- japonsky: Anri Kacu[4], anglicky: Marc Thompson[5] (v českém znění Filip Kaňovský[4]) jako Lan

#### Dvojčata
- japonsky: Džun’ja Enoki[4], anglicky: Neil Patrick Harris[5] (v českém znění Filip Březina[4]) jako Karre
- japonsky: Rjóko Širaiši[4], anglicky: Alison Brie[5] (v českém znění Nikola Votočková[4]) jako Am
- japonsky: Tokujoši Kawašima[4], anglicky: Jonathan Lipow[5] (v českém znění Kamil Halbich[4]) jako B-20N

#### Vesnická nevěsta
- japonsky: Asami Seto[4], anglicky: Karen Fukuhara[5] (v českém znění Elizaveta Maximová[4]) jako F
- japonsky: Megumi Han[4], anglicky: Nichole Sakura[5] (v českém znění Anna Novotná[4]) jako Haru
- japonsky: Júma Učida[4], anglicky: Christopher Sean[5] (v českém znění Filip Červenka[4]) jako Asu
- japonsky: Takaja Kamikawa[4], anglicky: Cary-Hiroyuki Tagawa[5] (v českém znění Jakub Saic) jako Valco
- japonsky: Jošimicu Šimojama[4], anglicky: Andrew Kishino[5] (v českém znění Milan Kačmarčík[4]) jako Izuma
- japonsky: Marija Ise[4], anglicky: Stephanie Sheh[5] (v českém znění Barbora Mudrová[4]) jako Saku

#### Devátá Jedi
- japonsky: Činacu Akasaki[4], anglicky: Kimiko Glenn[5] (v českém znění Eliška Beňová[4]) jako Lah Kara
- japonsky: Šin'ičiró Miki[4], anglicky: Simu Liu[5] (v českém znění Josef Pejchal[4]) jako Lah Zhima
- japonsky: Tecuo Kanao[4], anglicky: Andrew Kishino[5] (v českém znění Petr Stach[4]) jako Markrabě Juro
- japonsky: Hinata Tadokoro[4], anglicky:  Patrick Seitz jako Homen[5]
- japonsky: Hiromu Mineta[4], anglicky: Masi Oka[5] (v českém znění Tomáš Poláček[4]) jako Ethan
- japonsky: Kazuja Nakai[4], anglicky: Greg Chun[5] (v českém znění Kamil Halbich[4]) jako Roden
- japonsky: Rina Satō[4], anglicky: Eva Kaminsky jako Niizo[5]
- japonsky: Akio Ócuka[4], anglicky: Neil Kaplan[5] (v českém znění Bohdan Tůma[4]) jako vypravěč
- japonsky: Daisuke Hirakawa[4], anglicky: Michael Sinterniklaas[5] (v českém znění Martin Hruška[4]) jako Hen Jin
- japonsky: Jin Urayama [4], anglicky: Adam Sietz jako Hanbei[5]
- japonsky: Ryota Takeuchi[4], anglicky: Kyle McCarley jako Toguro[5]

#### T0-B1
- japonsky: Masako Nozawa[4], anglicky: Jaden Waldman[5] (v českém znění Petra Kosková[4]) jako T0-B1
- japonsky: Cutomu Isobe[4], anglicky: Kyle Chandler[5] (v českém znění Miroslav Študent[4]) jako Mitaka

#### The Elder
- japonsky: Takaja Haši[4], anglicky: David Harbour[5] (v českém znění Tomáš Karger[4]) jako Tajin Crosser
- japonsky: Ken'iči Ogata[4], anglicky: James Hong[5] (v českém znění Luděk Nešleha[4]) jako stařec
- japonsky: Júiči Nakamura[4], anglicky: Jordan Fisher[5] (v českém znění Petr Ryšavý[4]) jako Dan G'vash

#### Lop & Ochō
- japonsky: Seiran Kobajaši[4], anglicky: Anna Cathcart[5] (v českém znění Ivana Korolová[4]) jako Lop
- japonsky: Risa Šimizu[4], anglicky: Hiromi Dames[5] (v českém znění Petra Tenorová[4]) jako Ochō
- japonsky: Tadahisa Fudžimura[4], anglicky: Paul Nakauchi[5] (v českém znění Jiří Schwarz[4]) jako Yasaburo
- japonsky: Taisuke Nakano[4], anglicky: Kyle McCarley[5] (v českém znění Martin Hruška[4]) jako imperiální důstojník

#### Akakiri
- japonsky: Jú Mijazaki[4], anglicky: Henry Golding[5] (v českém znění Radek Valenta[4]) jako Tsubaki
- japonsky: Lynn[4], anglicky: Jamie Chung[5] (v českém znění Anežka Saicová[4]) jako Misa
- japonsky: Čó[4]; anglicky: George Takei[5] (v českém znění Luděk Nešleha[4]) jako Senshuu
- japonsky: Wataru Takagi[4], anglicky: Keone Young[5] (v českém znění Kamil Halbich[4]) jako Kamahachi
- japonsky: Jukari Nozawa[4], anglicky: Lorraine Toussaint[5] (v českém znění Radana Herrmannová[4]) Masago

### Druhá řada
Druhá řada má původní dabing v angličtině namluvený herci ze zemí tvorby jednotlivých dílů, kromě Španělska (kde místní herci nadabovali svoji epizodu dvojjazyčně, španělsky i anglicky) a Jižní Koreji (kde vznikl původní dabing pouze v korejštině).

#### Sith
- španělsky/anglicky: Úrsula Corberó (v českém znění Adriana Navrátilová) jako Lola[4]
- španělsky/anglicky: Luis Tosar (v českém znění Tomáš Bartůněk) jako Sithský mistr[4]

#### Vřeštilina strž
- Eva Whittaker (v českém znění Veronika Divišová) jako Daal[4]
- Alex Connolly (v českém znění Alex Connolly) jako Baython[4]
- Molly McCann (v českém znění Jolana Jirotková) jako Keena[4]
- Noah Rafferty	(v českém znění Vít Eduard Gajdoš) jako Quinn[4]
- Anjelica Huston jako Sithská matka
- Niamh Moyles jako duch

#### Ve hvězdách
- Valentina Muhr (v českém znění Terezie Taberyová) jako Koten[4]
- Julia Oviedo (v českém znění Olivie Coco Rafajová) jako Tichino[4]
- latinskoamerická španělština: Amparo Noguera; anglicky: Kate Dickie jako důstojnice[4]

#### Já jsem tvá matka
- Maxine Peake (v českém znění Erika Stárková) jako Kalina Kalfus[4]
- Charithra Chandran (v českém znění Tereza Jirotková) jako Annisoukaline "Anni" Kalfus[4]
- Daisy Haggard (v českém znění Eliška Nezvalová) jako Dorota Van Reeple[4]
- Bebe Cave (v českém znění Magdalena Müller) jako Julan Van Reeple[4]
- Denis Lawson (v českém znění Svatopluk Schuller) jako Wedge Antilles[4]

#### Cesta k temné hlavě
- korejsky: Jang Ye Na; anglicky: Ashley Park (v českém znění Nina Horáková) jako Ara
- korejsky: Lee Kyung Tae; anglicky: Eugene Lee Yang (v českém znění Jan Battěk) jako Toul
- korejsky: Yun Yong Sik; anglicky: Daniel Dae Kim (v českém znění Otakar Brousek ml.) jako Bichan
- korejsky: Chwang Kwang; anglicky: Albert Kong (v českém znění Igor Bareš) jako Interpreter
- korejsky: Shin Young Woo; anglicky: Greg Chun (v českém znění Miloslav Mejzlík) jako vedoucí prodejny
- korejsky: Shin Young Woo; anglicky: Greg Chun (v českém znění Svatopluk Schuller) jako mistr Leesagum
- korejsky: Lim Chae Hon; anglicky: Greg Chun (v českém znění Martin Trnavský) jako tréninkový partner
- korejsky: Choi Soo Min; anglicky: Jonella Landry (v českém znění Zuzana Mixová) jako mistryně Duta
- korejsky: Lee So Young; anglicky: Judy Alice Lee jako mistryně Moru

#### Tanečnice špionkou
- Camille Cottin (v českém znění Marie Málková) jako Loi'e[4]
- Lambert Wilson (v českém znění Bohuslav Kalva) jako Jon[4]
- Kaycie Chase (v českém znění Silvie Matičková) jako Hétis[4]
- Rudi-James Jephcott jako důstojník
- Barbara Weber-Scaff jako Mee'ma

v dalších rolích Bruce Edward Sheffield a Taylor Gasman 

#### Bandité Golaku
- Suraj Sharma jako Charuk
- Sonal Kaushal jako Rani
- Neeraj Kabi jako Inkvizitor
- Lillete Dubey jako Rugal
- Sahil Vaid jako Maghadi/sběrač
- Sumanto Ray jako dirigent/vůdce Jangori/Dhoona
- Rajeev Raj jako Helper
- Aviral Kumar jako Stormtrooper
- Ish Thakkar jako Stormtrooper/cizinec
- Additya Sharma jako Stormtrooper/cizinec
- Shivani Darbari jako Crowd

#### Jáma
- Daveed Diggs jako Crux
- Anika Noni Rose jako Eureka
- Jordyn Curet jako Livy
- Cedric Yarbrough jako starý vězeň
- Steven Blum jako velitel
- Matthew Wood jako Stormtrooper

#### Aau a její píseň
- Mpilo Jantjie jako Aau
  - Dineo Du Toit jako Aauin zpěv
- Tumisho Masha (v českém znění Miloslav Mejzlík) jako Abat
- Cynthia Erivo jako Kratu
- Faith Baloyi jako Attu

## Vysílání
| Řada | Díly | Premiéra na Disney+ | Premiéra na Disney+ |
| Řada | Díly | První díl           | Poslední díl        |
| ---- | ---- | ------------------- | ------------------- |
| 1    | 9    | 22. září 2021       | 22. září 2021       |
| 2    | 9    | 4. května 2023      | 4. května 2023      |
| 3    | 9    | 29. října 2025      | 29. října 2025      |